# كربون أسود

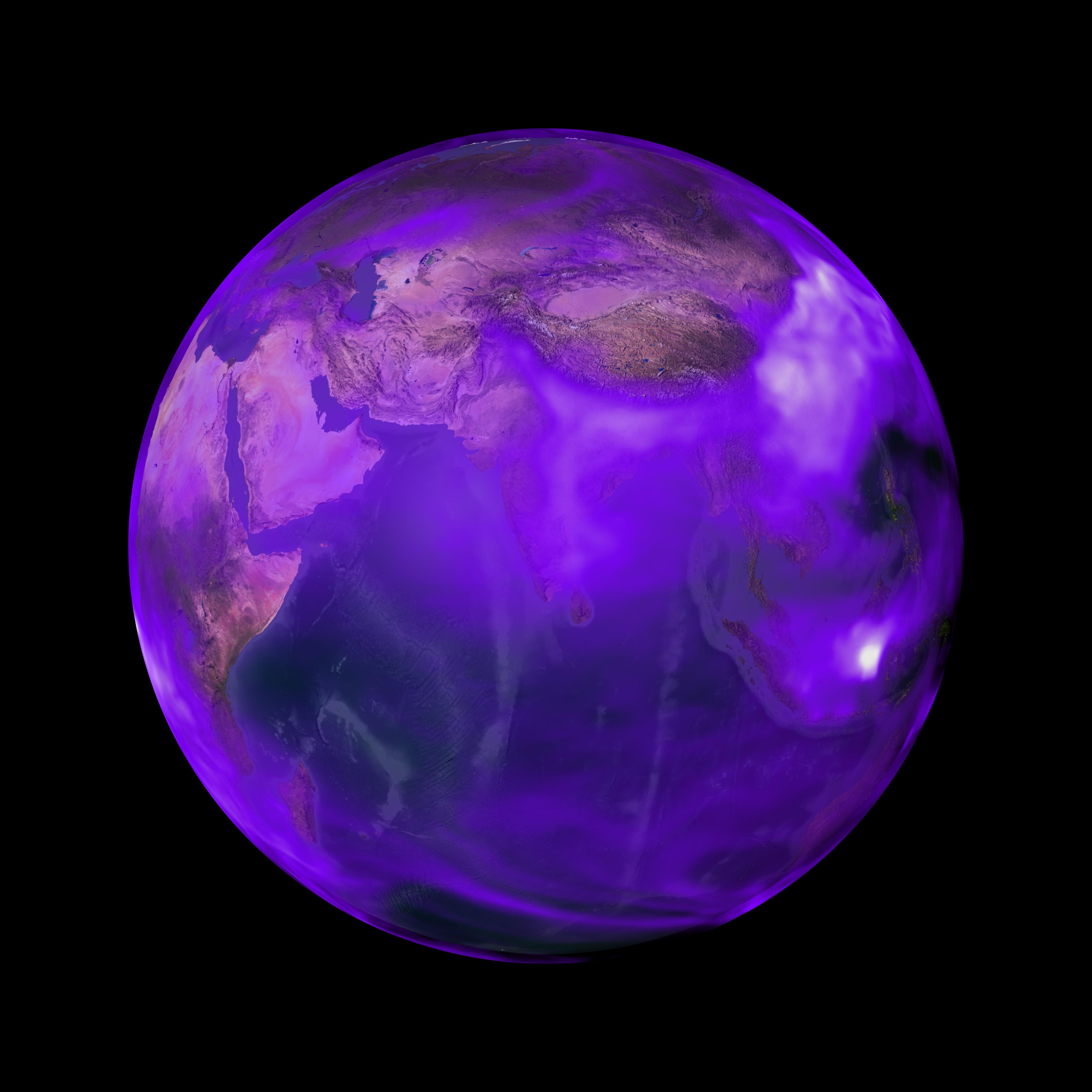
يتواجد الكربون الأسود في كل العالم لكنه يتركز في آسيا بشكل خاص.

يتم تشكيل الكربون الأسود من خلال الاحتراق غير الكامل للوقود الاحفوري والوقود الحيوي والكتلة الحيوية . وهو بتألف من الكربون النقي في عدة أشكال ارتباطية. يعتبر الكربون الأسود من العناصر المسؤولة عن ارتفاع درجة حرارة الأرض عن طريق امتصاص الحرارة في الغلاف الجوي ، والحد من البياضوالقدرة على عكس ضوء الشمس. عندما يترسب على الثلج والجليد. يبقى الكربون الأسود في الغلاف الجوي لعدة أيام فقط أو لأسابيع، في حين أن عمر بقاء ثاني أكسيد الكربون الغلاف الجوي من أكثر 100 عاما. كما يستخدم مصطلح الكربون الأسود في علوم التربة والجيولوجيا.
في علم المناخ، يُعتبر الكربون الأسود عاملًا مؤثرًا على المناخ يساهم في الاحتباس الحراري. يعمل الكربون الأسود على تسخين الأرض عن طريق امتصاص ضوء الشمس وتسخين الغلاف الجوي وتقليل الوضاءة عندما يتراكم على الثلج والجليد (التأثيرات المباشرة) وبصورة غير مباشرة عن طريق التفاعل مع الغيوم. يبقى الكربون الأسود في الغلاف الجوي لمدة تتراوح بين عدة أيام إلى عدة أسابيع فقط، في حين تستطيع غازات الدفيئة القوية الأخرى البقاء في الغلاف الجوي لمدة أطول، مثلًا، يستطيع ثاني أكسيد الكربون البقاء في الغلاف الجوي لمدة تزيد عن 100 عام. وفقًا للهيئة الحكومية الدولية المعنية بتغير المناخ وباحثون آخرون في علم المناخ، فإن تقليل الكربون الأسود هو أحد أسهل الطرق لإبطاء الاحتباس الحراري على المدى القصير.
يُستخدم مصطلح الكربون الأسود أيضًا في علوم التربة والجيولوجيا، إذ يشير إلى الكربون الأسود الموجود في الغلاف الجوي أو إلى الكربون الأسود الناتج عن حرائق النباتات. يؤثر الكربون الأسود في التربة بشكل كبير على خصوبة النباتات، خاصةً في المناطق الاستوائية، لأنه يستطيع امتصاص العناصر الغذائية الهامة للنباتات.

## نظرة عامة
أدرك فاراداي أن السناج يتكون من الكربون وينتج عن الاحتراق غير الكامل للوقود الذي يحتوي على كربون. تمت صياغة مصطلح الكربون الأسود من قِبل تيهومير نوفاكوف، الذي أشار إليه جيمس هانسن بأنه «الأب الروحي لدراسات الكربون الأسود» في سبعينات القرن العشرين. الدخان أو السناج هو أول ملوث عُرف تأثيره البيئي الكبير ولكنه أحد آخر الملوثات التي دُرست من قبل المجتمع المعاصر لأبحاث الغلاف الجوي.
يتكون السناج من خليط معقد من المركبات العضوية التي تمتص الطيف المرئي بدرجة طفيفة ومكون أسود عالي الامتصاص يُسمى المكون «الأولي» أو «الجرافيتي» أو «الكربون الأسود». استُخدم مصطلح الكربون الأولي بالاقتران مع التحديدات الكيميائية الحرارية والرطبة، بينما يشير مصطلح الكربون الجرافيتي إلى وجود هياكل بلورية دقيقة تشبه الجرافيت في السناج كما هو واضح في مطيافية رامان. يُستخدم مصطلح الكربون الأسود للإشارة إلى أن السناج هذا المسؤول الأساسي عن امتصاص الضوء المرئي. يُستخدم مصطلح الكربون الأسود أحيانًا كمرادف لكل من المكون الأولي والجرافيتي للسناج. باستخدام أنواع مختلفة من الأجهزة، يمكن قياس السناج بناءً على امتصاصه أو تشتيته لحزمة ضوئية أو من قياسات الضوضاء.

### المحاولات المبكرة لتقليل الانبعاثات
أدت الآثار الكارثية للفحم على صحة الإنسان والوفيات في أوائل خمسينات القرن العشرين في لندن إلى إصدار قانون الهواء النظيف في المملكة المتحدة لعام 1956. أدى هذا القانون إلى تخفيضات كبيرة في تركيزات السناج في المملكة المتحدة والتي أعقبتها تخفيضات مماثلة في مدن أمريكية مثل بيتسبرغ وسانت لويس. نتج هذا بدرجة كبيرة عن تخفيض استخدام الفحم اللين للتدفئة المنزلية عن طريق استبداله إما بالفحم «الخالي من الدخان» أو أشكال أخرى من الوقود، مثل الوقود الزيتي والغاز الطبيعي. أدى الانخفاض الثابت في تلوث الدخان في المدن الصناعية في أوروبا والولايات المتحدة إلى تحول تركيز الأبحاث بعيدًا عن انبعاثات السناج ما قاد إلى إهمال الكربون الأسود كمكون أساسي للهباء الجوي، على الأقل في الولايات المتحدة.
مع ذلك، أحدثت سلسلة من الدراسات في سبعينات القرن العشرين تغيرًا كبيرًا في هذه الصورة وأظهرت أن الكربون الأسود، بالإضافة إلى مكونات السناج العضوي، ما زالت مكونًا كبيرًا في الهباء الجوي في المدن عبر الولايات المتحدة وأوروبا ما قاد إلى تحسين ضوابط هذه الانبعاثات. في المناطق النامية حول العالم، حيث تكون ضوابط انبعاثات السناج محدودة أو غير موجودة، تستمر جودة الهواء في التدهور مع زيادة عدد السكان. لم يدرك العلماء بشكل عام إلا بعد سنوات عديدة أن انبعاثات هذه المناطق مهمة للغاية على المستوى العالمي.